# 红星照耀中国 (电影)
《红星照耀中国》（英語：The Secret of China）是中国大陆的一部历史片，导演王冀邢，编剧汤溪，制片人韩梅，主演王鹏凯、柯南·何裴。2019年8月8日上映。

## 剧情
1936年，美国记者埃德加·斯诺冲破中国国民党的封锁，来到陕北小镇保安镇，采访了毛泽东、周恩来、朱德等中国共产党领导人，见证了革命的浪潮。

## 演出
| 演员      | 角色        | 备注 |
| 王鹏凯    | 毛泽东      |      |
| 柯南·何裴 | 埃德加·斯诺 |      |
| 李雪健    | 鲁迅        |      |
| 李幼斌    | 陈友仁      |      |
| 蒋雯丽    | 宋庆龄      |      |
| 小沈阳    | 货运经理    |      |
| 曹骏      |             |      |
| 朱泳腾    |             |      |

## 制作
该片在陕西省、甘肃省、北京市、上海市取景。
李雪健在片中出演作家鲁迅。

## 上映
该片将于2019年8月8日上映。

## 獎項
| 年份 | 頒獎典禮             | 獎項         | 入圍者           | 結果 |
| ---- | -------------------- | ------------ | ---------------- | ---- |
| 2023 | 第18屆中國電影華表獎 | 優秀故事片   | 《紅星照耀中國》 | 提名 |
| 2023 | 第18屆中國電影華表獎 | 優秀電影音樂 | 趙季平           | 提名 |

## 外部连接
- 豆瓣电影上《红星照耀中国》的資料 （简体中文）
- 时光网上《红星照耀中国》的資料（简体中文）
- 互联网电影数据库（IMDb）上《红星照耀中国》的资料（英文）